# 斉と公平太
斉と 公平太（さいと こうへいた、1972年12月 -  ）は、日本の現代美術家。「オカザえもん」の作者として知られる。

## 来歴
愛知県日進市生まれ。本名は齋藤公平。
中学3年生の頃にテレビで見たフランス出身の美術家マルセル・デュシャンの『泉』が創作の原点だという。高校時代、建設中の高速道路の高架橋に感動。次第に美術の世界に魅了されていく。
1991年、名古屋造形芸術大学（現・名古屋造形大学）に入学。仲間から刺激を受け、卒業後は現代美術作家になることを決意。1995年3月に同大学を卒業し、警備員などのアルバイトをしながら制作を続けた。2005年2月、第8回岡本太郎記念現代芸術大賞展にて特別賞を受賞。
2009年、日本のご当地キャラクター現象に着目し、「長者町くん」、「LOVEちくん」、「ARTくん」など一連の作品を発表。LOVEちくんは着ぐるみが存在する。長者町くんは着ぐるみのほかに漫画もあり、Facebookで不定期連載されている。並行して「世紀マ3」というバンドで音楽活動も行う。2012年7月、「長者町くん漫画」第1巻を出版。

### オカザえもん誕生

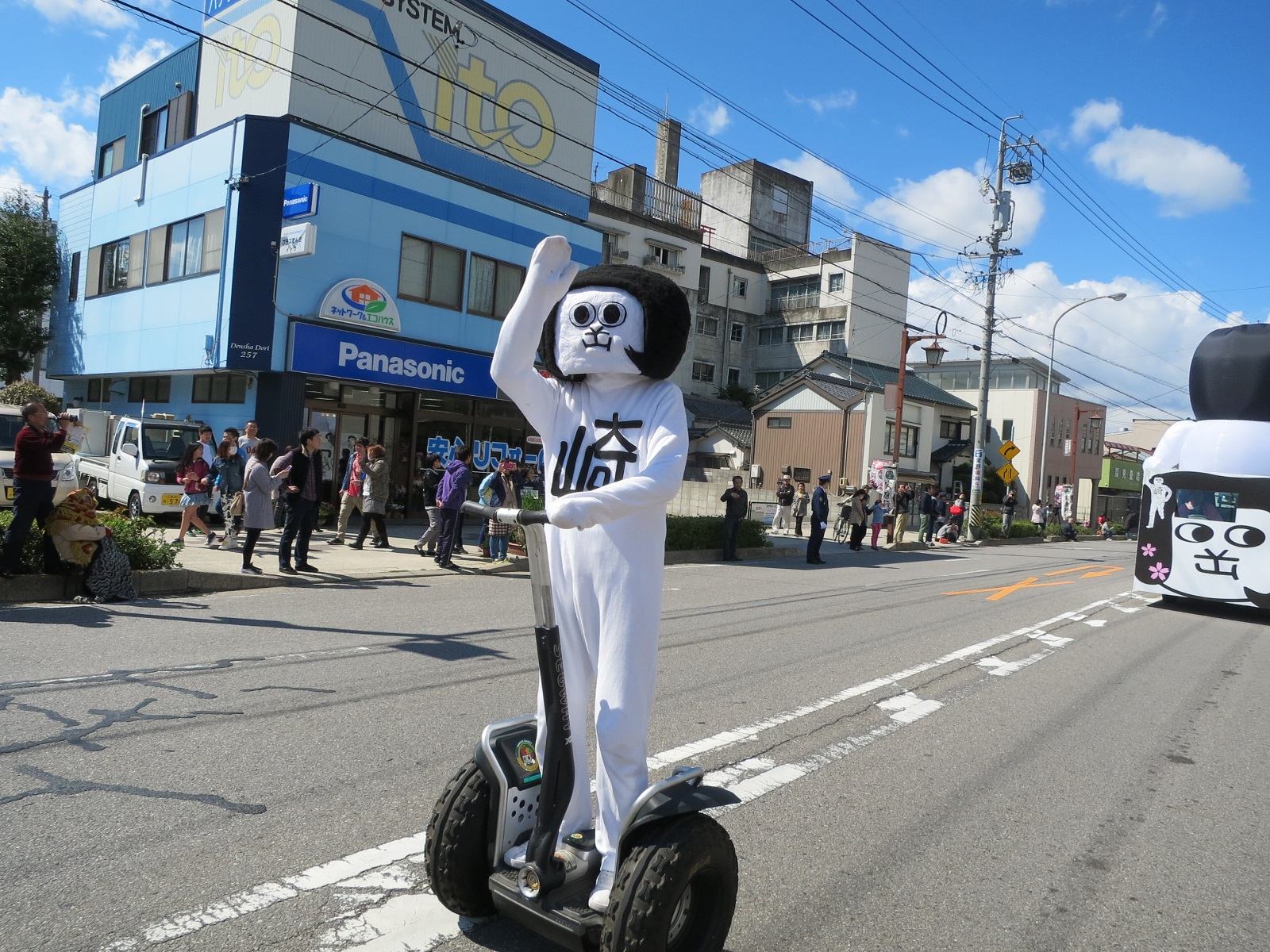
斉との代表作、オカザえもん

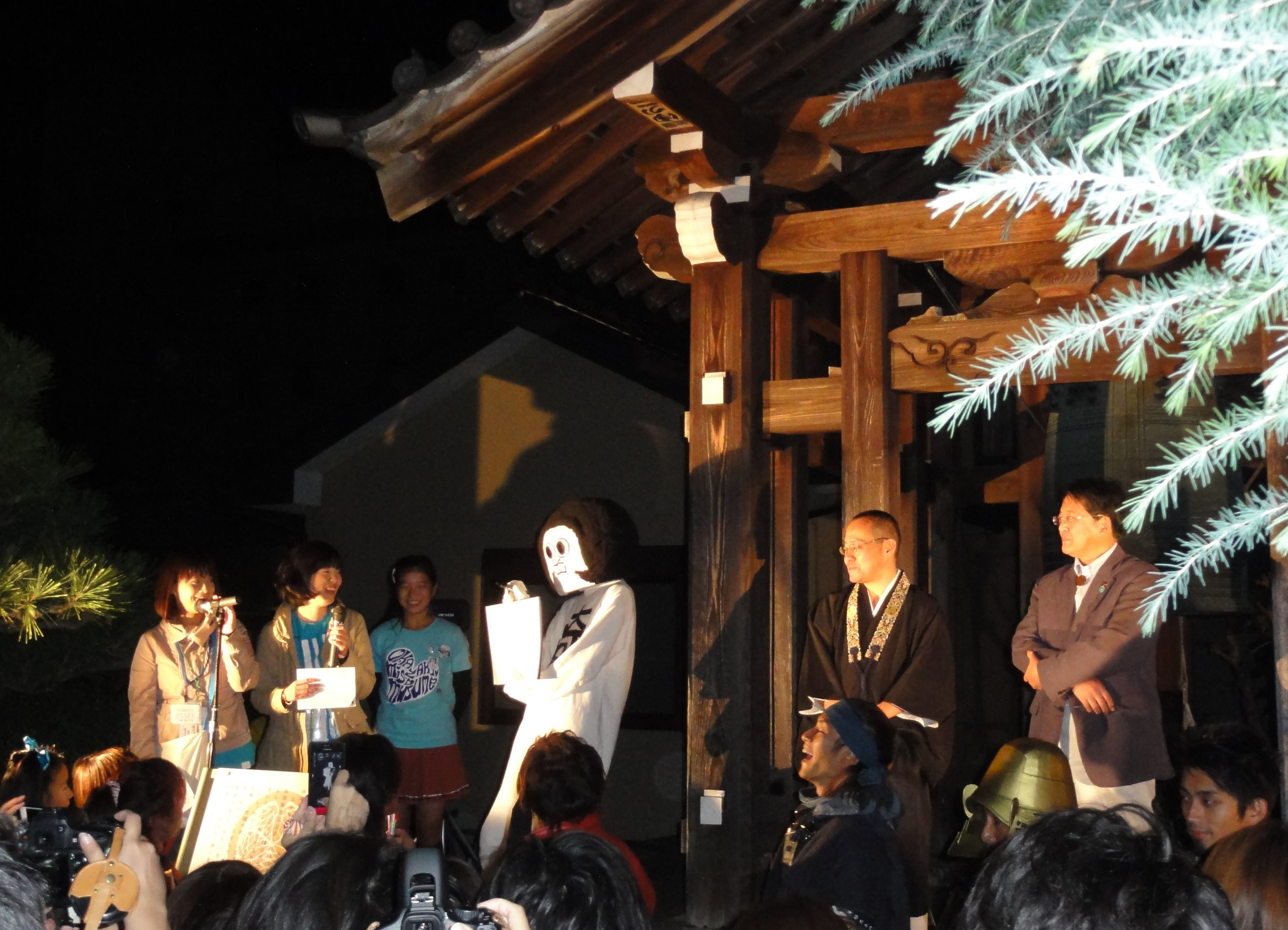
あいちトリエンナーレ2013に参加したオカザえもん（2013年10月27日、岡崎市松本町）

2012年、現代美術展「岡崎アート&ジャズ2012」（11月1日～12月2日）のための出品の依頼を受ける。そこで制作したのがオカザえもんだった。考案から完成するまでに約8ヶ月かかったという。もともとはイラストだったが、同美術展では着ぐるみも出品した。会期中の11月17日、アートイベント「オカザえもん in 二七市（ふないち）」を開く。
その後オカザえもんは徐々に人気を集め、2013年4月1日、岡崎市から「岡崎アート広報大臣」に委嘱された頃から、市民に広く知れ渡るようになった。同年に開かれた「ご当地キャラ総選挙2013」と「ゆるキャラグランプリ2013」では、オカザえもんはそれぞれ全国2位と全国22位に選出された。
オカザえもんの関連商品は全国規模で販売されているが、斉とは岡崎市内の業者に限って「著作権料はいらない」と申し出ている。
2013年11月、中京テレビの情報バラエティ番組『前略、大徳さん』のキャラクター、「大徳さん」を制作した。
2014年3月、愛知県警岡崎署特別警戒隊のTシャツ（絵柄はオカザえもん）をデザインした。
同年7月1日、「岡崎市制施行98周年記念式」において、産業功績者の表彰を受ける。
同年7月26日、岡崎市のイベント・サミット「おかざきコウエンナーレ2014」が開幕。そのオープニング・セレモニーに登場した「ワルザえもん」をデザインした。目は血走り、体は包帯で覆われ、ロボットのようなカギ爪を持ち、胸部には「悪」の文字が吊されたワルザえもんはセレモニー後も岡崎公園内を闊歩し、「怖すぎるゆるキャラ」として話題をさらった。
同年9月21日、高さ約8メートル「オカザえもんロボット」が岡崎公園に登場。23日には映像公開撮影も行われた。斉とは長久手市のアートユニット「ミラクルファクトリー」と共に、ロボットの各パーツの製作を手がけた。

### 現在
2015年3月9日、平成26年度の愛知県芸術文化選奨文化新人賞を受賞した。
同年4月6日、岡崎市から「あいちトリエンナーレ2016」のPR活動への協力を要請される。斉とは「新しいキャラクターも考えている」と記者の前で述べた。

## 展覧会など
- 1994年 - 勉強時代展 （於・ギャラリーP-house）
- 1997年 - 個展 （於・水戸芸術館現代美術センター）
- 1998年 - VOCA展98 （於・上野の森美術館）
- 1999年 - 個展 （於・ギャラリーCANOLFAN）
- 2000年 - 空き地 （於・豊田市美術館）
- 2005年 - 第8回岡本太郎記念現代芸術大賞展 （於・川崎市岡本太郎美術館）
- 2008年 - 新進アーティスト発見インあいち （於・愛知芸術文化センター）
- 2009年
  - 10月 - 長者町プロジェクト2009 （於・名古屋市中区長者町繊維街）
  - 10月 - 個展 （於・MUZZ PROGRAM SPACE）
- 2010年 - あいちトリエンナーレ2010 （於・名古屋市内）
- 2012年 - 岡崎アート&ジャズ2012 （於・岡崎市内）
- 2013年
  - 7月 - ワークショップ「斉と公平太さんと商店街のキャラクターをつくってみよう！」 （於・みやざきアートセンター）
  - 10月 - あいちトリエンナーレ2013 「オカザえもん展」 （於・名古屋三越栄店）[21]
  - 11月 - 「がまごおり物語」展 （於・蒲郡市立図書館）[22]
  - 12月 - 「オカザえもんの軌跡」展 （於・Masayoshi Suzuki Gallery）[23]
- 2014年
  - 9月 - オオウチハジメ氏を探す旅 展 （於・みやざきアートセンター）[24][25]
- 2017年
  - 6月 - 中日新聞プラスにてコラム「芸術は漠然だ！～斉と公平太のムダに考えすぎ～」連載開始[26]